# Tephroseris kirilowii
Tephroseris kirilowii là một loài thực vật có hoa trong họ Cúc. Loài này được (Turcz. ex DC.) Holub miêu tả khoa học đầu tiên năm 1977.